# Anisozyga viridistriga
Anisozyga viridistriga är en fjärilsart som beskrevs av W. Warren 1912. Anisozyga viridistriga ingår i släktet Anisozyga och familjen mätare. Inga underarter finns listade i Catalogue of Life.